# 史少林
史少林（1959年2月—），陕西渭南人，汉族，1977年9月参加工作，1980年2月加入中国共产党，毕业于新疆农业大学农业经济管理专业，在职研究生学历。第十一届全国人民代表大会新疆地区代表。自治区八届党委候补委员、自治区八次党代会代表、自治区十一届政协委员。

## 从政履历
1977年9月在巴楚县良种场接受再教育；1979年11月任巴楚县群库恰克公社党委秘书；1980年10月任巴楚县农业局干部；1982年9月任巴楚县毛拉公社副主任；1985年9月任巴楚县农工部副部长；1986年8月任巴楚县委常委、红海乡党委书记；1989年3月任巴楚县委常委、组织部部长；1992年8月任英吉沙县委副书记；1992年11月任英吉沙县委书记；1997年12月任喀什地委委员、秘书长；1998年7月任喀什地委委员、行署副专员；2001年8月任中共博尔塔拉蒙古自治州党委副书记、副州长；2005年1月任中共博尔塔拉蒙古自治州党委书记；2005年4月任中共博尔塔拉蒙古自治州党委书记、兵团农五师党委第一书记、第一政委；2007年11月任中共博尔塔拉蒙古自治州党委书记、州人大常委会主任、兵团农五师党委第一书记、第一政委；2008年起担任全国人大代表。2011年7月任自治区司法厅党委书记、副厅长，自治区监狱管理局第一政委。2013年7月任自治区人民检察院党组成员、副检察长（正厅级）。

## 落马
2015年12月25日，中纪委宣布，新疆维吾尔自治区人民检察院党组成员、副检察长史少林涉嫌严重违纪接受组织调查。2016年5月，史少林被开除党籍和公职。